# CyberBunker

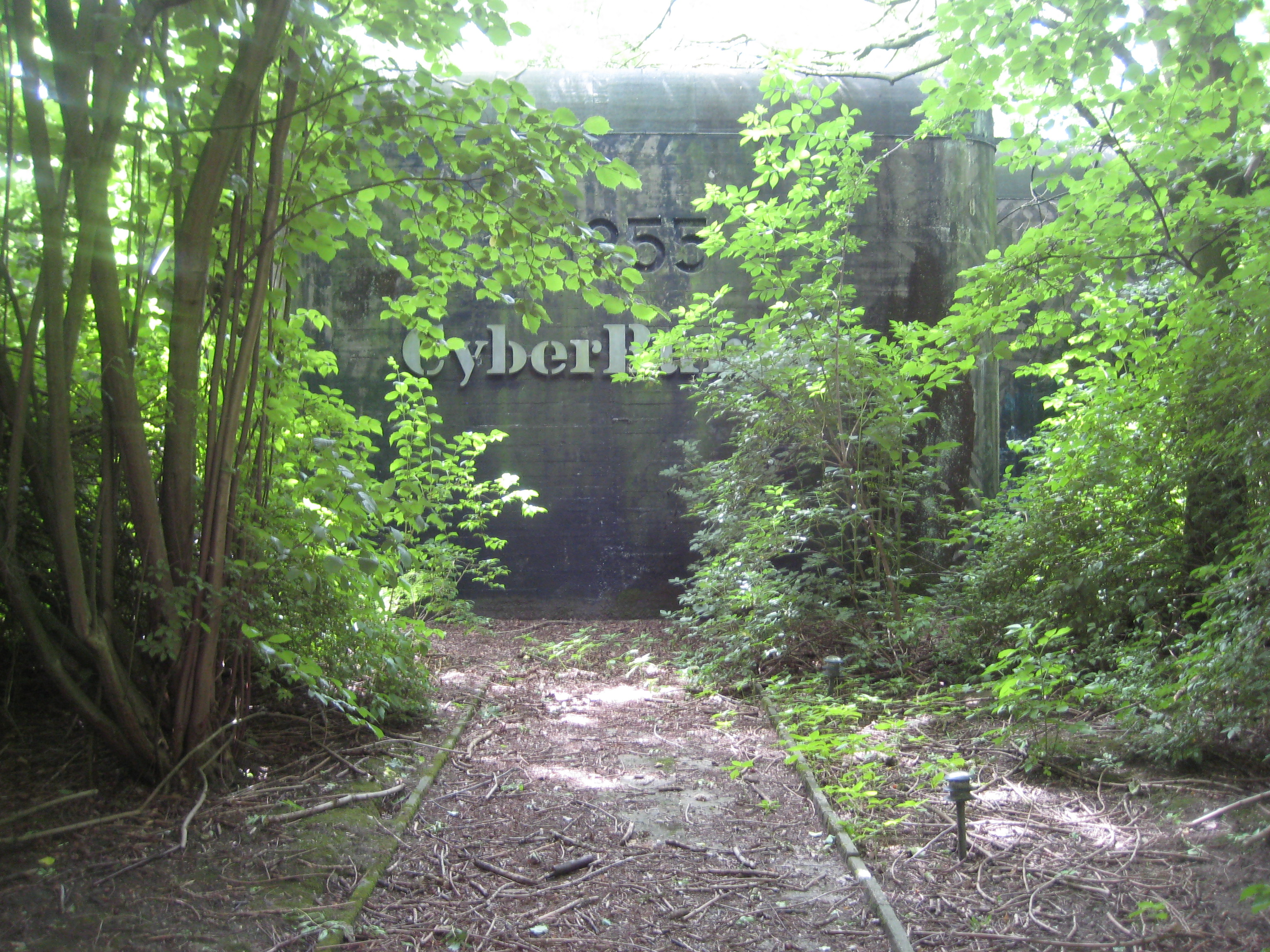
Intrarea CyberBunker

CyberBunker a fost o companie olandeză care, după cum se prezintă în situl său web, găzduiește „servicii pentru orice sit web, cu excepția celor care conțin pornografie infantilă sau orice legat de terorism”. Ea găzduiește The Pirate Bay și una din multiplele copii ale Wikileaks. De asemenea, se presupune că găzduiește situri web care trimit spam.
Numele companiei vine de la faptul că este amplasată într-un buncăr din perioada  războiului rece. Buncărul a fost construit în 1955, cu intenția de a servi în caz de război drept centru de comandă în provincie al armatei olandeze (neerlandeză Provinciaal Militair Commando), centru care să reziste la un atac nuclear. A fost dezafectat de armata olandeză în 1994. În 2013 amplasarea fizică a CyberBunker, a serviciilor de găzduire web și furnizorul de servicii internet asociat CB3Rob sunt necunoscute.

## Istoric
CyberBunker are un lung istoric privind abaterile de la lege. În 2002 în buncăr a izbucnit un incendiu, iar după stingerea lui s-a constatat că în el funcționa și un laborator care producea MDMA. Trei acuzați au fost condamnați la câte trei ani de închisoare, iar al patrulea a fost achitat din lipsă de probe.
În 29 martie compania BunkerInfra a dat un comunicat de presă în care se spune că ei sunt cei care dețin buncărul, din 2010, iar afirmațiile CyberBunker că ar fi folosit buncărul neîntrerupt sunt false, ei nemaifolosind buncărul după incendiul din 2002.

### The Pirate Bay
În octombrie 2009 serverul de tracking de BitTorrent al The Pirate Bay, care a fost obiectul a diferite acțiuni în justiție de grupurile antipiraterie, inclusiv organizația pentru drepturi de autor olandeză BREIN, s-a mutat din Suedia la CyberBunker. În 2010 curtea din Hamburg a decis ca CyberBunker, acționând în Germania ca „CB3Rob Ltd & Co KG”, să nu mai permită găzduirea The Pirate Bay, fiecare abatere fiind pasibilă de o amendă de 250 000 € sau de doi ani închisoare.

### SpamHaus

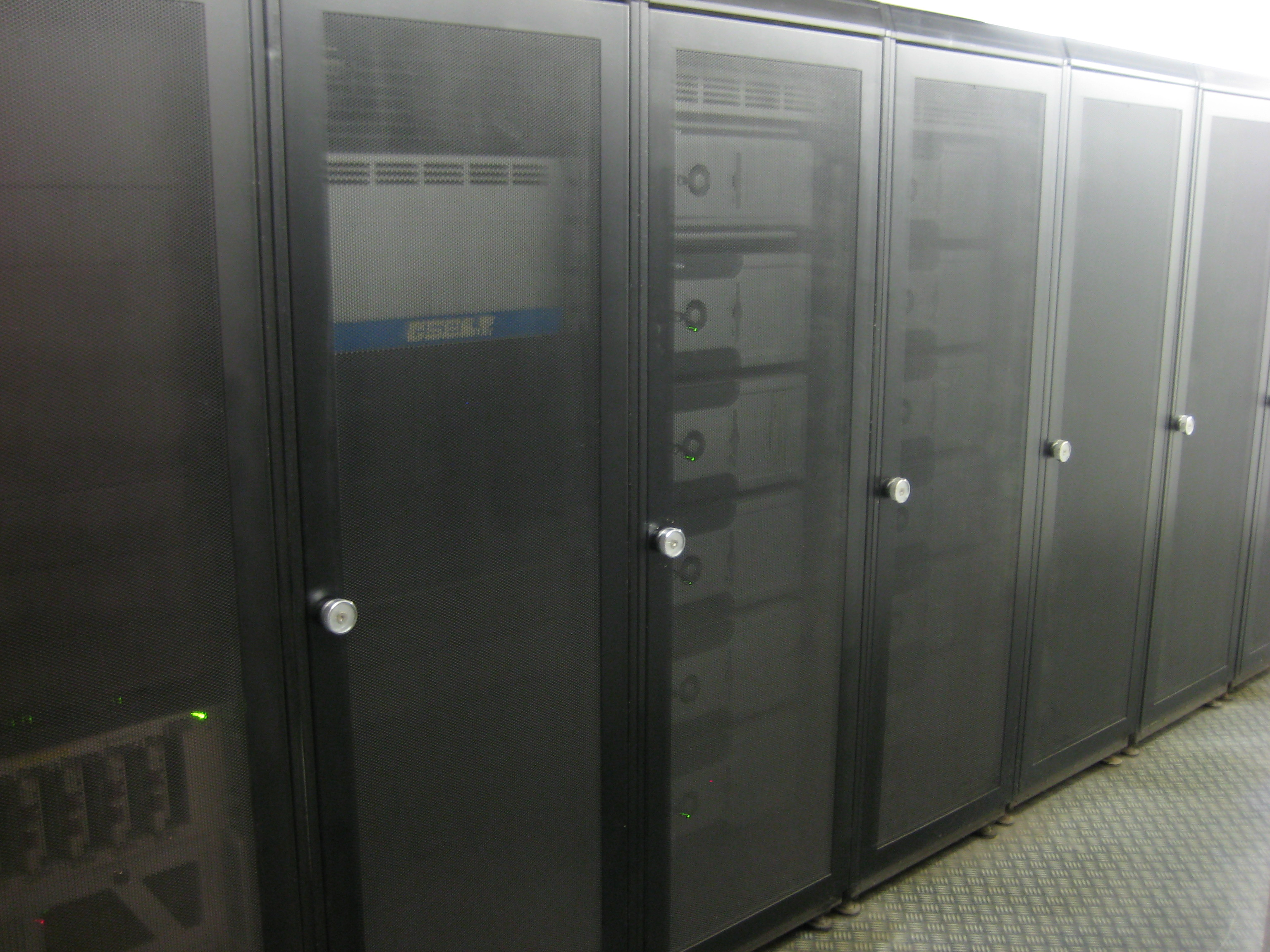
Servere ale CyberBunker

În octombrie 2011, Spamhaus a identificat CyberBunker ca găzduind activități de spam și a contactat furnizorul de servicii internet al CyberBunker, A2B, cerând încetarea furnizării serviciilor. Inițial A2B a refuzat, blocând o singură adresă IP legată de spam. Spamhaus a reacționat trecând pe lista neagră toate domeniile de adrese web ale A2B. A2B a capitulat, blocând CyberBunker, dar apoi a depus la poliția olandeză o plângere împotriva Spamhaus pentru șantaj.
În martie 2013 Spamhaus a pus CyberBunker pe lista sa neagră. Imediat, la data de 27 martie 2013 , a început un atac DDoS la o scară nemaiîntâlnită (cu un maxim de 300 Gb/s - un atac mare are c. 50 Gb/s, iar cel mai mare atac precedent a avut 100 Gb/s) împotriva Spamhaus și a serverelor DNS; atac care a durat o săptămână. Companii ca Google și-au pus resursele la dispoziție pentru a absorbi traficul. Atacul a fost investigat de departamentele care se ocupă de criminalitatea informatică a cinci poliții naționale. Spamhaus a presupus că în spatele acestui atac este Cyberbunker în cooperare cu „organizații criminale” din Europa de Est și Rusia. Cyberbunker n-a dat curs cererii BBC de a face declarații privind acuzațiile Spamhaus.
CloudFlare, o organizație din Frankfurt pe Main, care se ocupă cu securitatea Internetului și susține Spamhaus în combaterea atacului a fost atacată și ea. În 28 martie situl CyberBunker a fost o scurtă perioadă offline, posibil datorită propriului atac DDoS.

### Condamnare
Proprietarii au fost condamnați în 2021. Tribunalul din Trier, Germania, a decis că șapte bărbați și o femeie au format o organizație criminală.